# Tour d'Espagne 1980
La 35e édition du Tour d'Espagne s'est déroulée entre le 22 avril et le 11 mai 1980 entre La Manga et Madrid. Il se composait de 20 étapes pour un total de 3 225 km. Il a été remporté par l'Espagnol Faustino Rupérez.

## Équipes participantes
- Zor-Vereco
- Kelme
- Teka
- Flavia-Gios
- Reynolds
- Henninger-Aquila Rossa
- Splendor
- HB Alarmsystemen
- San Giacomo
- Peña Hermanos Manzaneque
- Colchón C.R.

## Classement général
| \| 1. \| Faustino Rupérez \| Espagne \| Zor - Vereco \| en \| 88 h 23 min 21 s \| \| \| 2. \| Pedro Torres \| Espagne \| Kelme \| + \| 2 min 15 s \| \| \| 3. \| Claude Criquielion \| Belgique \| Splendor \| + \| 3 min 00 s \| \| \| 4. \| Sean Kelly \| Irlande \| Splendor \| + \| 3 min 31 s \| \| \| 5. \| Marino Lejarreta \| Espagne \| Teka \| + \| 4 min 32 s \| \| \| 6. \| Guido Van Calster \| Belgique \| Splendor \| + \| 4 min 44 s \| \| \| 7. \| Johan De Muynck \| Belgique \| Splendor \| + \| 4 min 58 s \| \| \| 8. \| Francisco Galdós \| Espagne \| Kelme \| + \| 5 min 00 s \| \| \| 9. \| Miguel María Lasa \| Espagne \| Zor - Vereco \| + \| 5 min 25 s \| \| \| 10. \| Vicente Belda \| Espagne \| Kelme \| + \| 6 min 41 s \| \| |                    |          |              |    |                  |  |
| 1. | Faustino Rupérez   | Espagne  | Zor - Vereco | en | 88 h 23 min 21 s |  |
| 2. | Pedro Torres       | Espagne  | Kelme        | +  | 2 min 15 s       |  |
| 3. | Claude Criquielion | Belgique | Splendor     | +  | 3 min 00 s       |  |
| 4. | Sean Kelly         | Irlande  | Splendor     | +  | 3 min 31 s       |  |
| 5. | Marino Lejarreta   | Espagne  | Teka         | +  | 4 min 32 s       |  |
| 6. | Guido Van Calster  | Belgique | Splendor     | +  | 4 min 44 s       |  |
| 7. | Johan De Muynck    | Belgique | Splendor     | +  | 4 min 58 s       |  |
| 8. | Francisco Galdós   | Espagne  | Kelme        | +  | 5 min 00 s       |  |
| 9. | Miguel María Lasa  | Espagne  | Zor - Vereco | +  | 5 min 25 s       |  |
| 10. | Vicente Belda      | Espagne  | Kelme        | +  | 6 min 41 s       |  |

## Étapes
| N°       | Date     | Villes étapes                               | km       | Vainqueur d'étape        | Leader du général |
| Prologue | 22 avril | La Manga                                    | 10 (CLM) | Roberto Visentini        | Roberto Visentini |
| 1re      | 23 avril | La Manga - Benidorm                         | 155      | Sean Kelly               | Roberto Visentini |
| 2e       | 24 avril | Benidorm - Cullera                          | 170      | Sean Kelly               | Roberto Visentini |
| 3e       | 25 avril | Cullera - Vinaròs                           | 207      | Giuseppe Martinelli      | Roberto Visentini |
| 4e       | 26 avril | Vinaròs - Sant Quirze del Vallès            | 214      | Klaus-Peter Thaler       | Roberto Visentini |
| 5e       | 27 avril | Sant Quirze del Vallès - La Seu d'Urgell    | 200      | Faustino Rupérez         | Faustino Rupérez  |
| 6e       | 28 avril | La Seu d'Urgell - Viella                    | 131      | Enrique Martínez Heredia | Faustino Rupérez  |
| 7e       | 29 avril | Viella - Jaca                               | 216      | Faustino Rupérez         | Faustino Rupérez  |
| 8e       | 30 avril | Monastère de Leyre - Logroño                | 160      | Eulalio García           | Faustino Rupérez  |
| 9e       | 1er mai  | Logroño - Burgos                            | 138      | Jos Lammertink           | Faustino Rupérez  |
| 10e      | 2 mai    | Burgos - Santander                          | 178      | Paul Jesson              | Faustino Rupérez  |
| 11e      | 3 mai    | Santander - Gijón                           | 219      | Jesús López Carril       | Faustino Rupérez  |
| 12e      | 4 mai    | Saint-Jacques-de-Compostelle - Pontevedra   | 133      | Etienne De Wilde         | Faustino Rupérez  |
| 13e      | 5 mai    | Pontevedra - Vigo                           | 195      | Rolf Haller              | Faustino Rupérez  |
| 14e      | 6 mai    | Vigo - Orense                               | 156      | Sean Kelly               | Faustino Rupérez  |
| 15e      | 7 mai    | Orense - Ponferrada                         | 164      | Javier Elorriaga         | Faustino Rupérez  |
| 16ea     | 8 mai    | Ponferrada - León                           | 131      | Dominique Arnaud         | Faustino Rupérez  |
| 16eb     | 8 mai    | León                                        | 22,8     | Roberto Visentini        | Faustino Rupérez  |
| 17e      | 9 mai    | León - Valladolid                           | 138      | Sean Kelly               | Faustino Rupérez  |
| 18e      | 10 mai   | Valladolid - Los Ángeles de San Rafael (es) | 197      | Manuel Esparza           | Faustino Rupérez  |
| 19e      | 11 mai   | Madrid                                      | 84       | Sean Kelly               | Faustino Rupérez  |

## Classements annexes
| \| 1. \| Sean Kelly \| Irlande \| Splendor \| 313 points \| \| 2. \| Guido Van Calster \| Belgique \| Splendor \| 144 points \| \| 3. \| Jos Lammertink \| Pays-Bas \| HBA \| 116 points \| |                   |          |          |            |
| 1. | Sean Kelly        | Irlande  | Splendor | 313 points |
| 2. | Guido Van Calster | Belgique | Splendor | 144 points |
| 3. | Jos Lammertink    | Pays-Bas | HBA      | 116 points |

| \| 1. \| Juan Fernández Martín \| Espagne \| Zor - Vereco \| 94 points \| \| 2. \| Anastasio Greciano \| Espagne \| Reynolds \| 72 points \| \| 3. \| José Luis Laguía \| Espagne \| Reynolds \| 53 points \| |                       |         |              |           |
| 1. | Juan Fernández Martín | Espagne | Zor - Vereco | 94 points |
| 2. | Anastasio Greciano    | Espagne | Reynolds     | 72 points |
| 3. | José Luis Laguía      | Espagne | Reynolds     | 53 points |

| \| 1. \| Sean Kelly \| Irlande \| Splendor \| 43 points \| |            |         |          |           |
| 1.                                                         | Sean Kelly | Irlande | Splendor | 43 points |

| \| 1. \| Splendor \| Belgique \| 265 h 07 min 23 s \| |          |          |                   |
| 1.                                                    | Splendor | Belgique | 265 h 07 min 23 s |

## Liste des coureurs
| Zor Vereco | Kelme | Teka |
| - 1 Miguel María Lasa (Esp) - 2 Faustino Ruperez (Esp) - 3 Angel Arroyo (Esp) - 4 José Luis Lopez Cerron (Esp) - 5 Juan Fernández Martín (Esp) - 6 Jesús Suárez Cueva (Esp) - 7 Rafael Ladron De Guevara (Esp) - 8 Eduardo Chozas (Esp) - 9 Manuel Martin Conde (Esp) - 10 Pedro Munoz (Esp)                | - 11 Francisco Galdos (Esp) - 12 Vicente Belda (Esp) - 13 Pedro Torres (Esp) - 14 Juan Pujol (Esp) - 15 Felipe Yanez (Esp) - 16 Andrés Oliva (Esp) - 17 Jorge Fortia (Esp) - 18 Francisco Albelda (Esp) - 19 Luis Casas Alonso (Esp) - 20 Domingo Munoz Berbrel (Esp)                                  | - 21 Klaus-Peter Thaler (All) - 22 Bernard Thévenet (Fra) - 23 Enrique Martinez Heredia (Esp) - 24 José Luis Viejo (Esp) - 25 Eulalio García Pereda (Esp) - 26 Bernardo Alfonsel (Esp) - 27 Manuel Esparza (Esp) - 28 Rolf Haller (All) - 29 José Nazabal (Esp) - 30 Marino Lejarreta (Esp)                    |
| Flavia Gios | Reynolds | Henninger Aquila Rossa |
| - 31 Juan José Quintanilla (Esp) - 32 Juan Luis Juarez (Esp) - 33 Imanol Murga (Esp) - 34 Jésus Angel Ruiz Teran (Esp) - 35 Jorge Ruiz Cabestany (Esp) - 36 Pedro Vilardebo (Esp) - 37 Javier Elorriaga (Esp) - 38 Willy Albert (Bel) - 39 Francisco Martin Peregrin (Esp) - 40 Jesús Hernández Úbeda (Esp) | - 41 Miguel Acha (Esp) - 42 Juan Maria Azcarate (Esp) - 43 Anastasio Greciano (Esp) - 44 Vicente Iza (Esp) - 45 José Luis Laguia (Esp) - 46 Ángel López del Álamo (Esp) - 47 Francisco Javier Lopez Izkue (Esp) - 48 Juan Martin Ocana (Esp) - 49 Dominique Arnaud (Fra) - 50 Hector Paul Rondan (Uru) | - 51 Roque Moya (Esp) - 52 José Enrique Cima (Esp) - 53 José Manuel Garcia Rodriguez (Esp) - 54 Luis Alberto Ordiales (Esp) - 55 Sebastian Pozo (Esp) - 56 Faustino Fernández Ovies (Esp) - 57 Raymond Hernando (Fra) - 58 José María Yurrebaso (Esp) - 59 Juan Carlos Alonso (Esp) - 60 Salvador Jarque (Esp) |
| Splendor | HB Alarm System | San Giacomo |
| - 61 Michel Pollentier (Bel) - 62 Johan De Muynck (Bel) - 63 Etienne De Wilde (Bel) - 64 Guido Van Calster(Bel) - 65 Claude Criquielion (Bel) - 66 Joseph Borguet (Bel) - 67 Ronan Onghena (Bel) - 68 Herman Beysens (Bel) - 69 Sean Kelly (Irl) - 70 Paul Jesson (Nzl)                                     | - 71 Wim De Ruiter (Hol) - 72 Ad Van Peer (Hol) - 73 Co Moritz(Hol) - 74 Heddy Nieuwdorp (Hol) - 75 Peter Zijerveld (Hol) - 76 Rolf Groen (Hol) - 77 Jan Aling (Hol) - 78 Martin Havik (Hol) - 79 Jos Lammertink (Hol) - 80 Johan Van Der Meer (Hol)                                                   | - 81 Claudio Bortolotto (Ita) - 82 Giuseppe Martinelli (Ita) - 83 Roberto Visentini (Ita) - 84 Tranquillo Andreetta (Ita) - 85 Orlando Maini (Ita) - 86 Fulvio Bertacco (Ita) - 87 Maurizio Bertini (Ita) - 88 Leone Pizzini (Ita) - 89 Alessio Antonini (Ita) - 90 Alain De Roo (Bel)                         |
| Pena Hermanos Manzaneque | Colchon CR | |
| - 91 Jesús Manzaneque (Esp) - 92 Ricardo Zuniga (Esp) - 93 Jésus Lopez Carill (Esp) - 94 Francisco Codony (Esp) - 95 Carlos Ocana (Esp) - 96 Isidro Juárez (Esp) - 97 Jaime Martin Tarancon (Esp) - 98 Antonio Cabello (Esp) - 99 Francisco Sala (Esp) - 100 Juan Garcia Diaz (Esp)                         | - 101 Antonio Sobrino (Esp) - 102 Juan Argudo (Esp) - 103 Salvador Galvez (Esp) - 104 Antonio Gonzalez Rodriguez (Esp) - 105 Pedro Pardo (Esp) - 106 Lorenzo Vidal (Esp) - 107 Ignacio Fandos (Esp) - 108 Jésus Lopez Soriano (Esp) - 109 José Antonio Bernal (Esp) - 110 José Recio (Esp)             | |